# WQL
Windows Management Instrumentation Query Language (WQL) är Microsofts implementering av CIM Query Language (CQL), ett frågespråk för Common Information Model standard från Distributed Management Task Force (DMTF). WQL är en delmängd av standarden ANSI SQL med mindre förändringar.